# باولو هنريكي مارتينز كوستا
باولو هنريكي مارتينز كوستا (11 سبتمبر 1989 في البرازيل - ) هو لاعب كرة قدم برازيلي في مركز الدفاع. لعب مع أتلتيكو غويانيينسي ونادي بارانا ونادي بالميراس ونادي فيروفياريا.